# Asociace sociálních demokratů
Asociace sociálních demokratů byla československá a česká politická strana, působící od roku 1991 jako zárodečná strana sociálnědemokratického typu, konkurenční k Československé sociální demokracii.

## Dějiny a ideologie
Formace vznikla přetvořením sdružení Klub sociálních demokratů Občanského fóra, který vznikl po sametové revoluci počátkem roku 1990 a jehož vůdčí osobností byl Rudolf Battěk. Klub sociálních demokratů Občanského fóra se definoval sociálnědemokraticky, antikomunisticky, ale zároveň odmítal urychlené budování zcela samostatné sociálně demokratické strany. Místo toho preferoval spolupráci s Občanským fórem. Když se Občanské fórum na jaře 1991 rozpadlo, ustavil Rudolf Battěk a jeho stoupenci v květnu 1991 (podle jiného zdroje v říjnu 1991) Asociaci sociálních demokratů, která měla ambici stát se stranou sociálnědemokratického typu jako přímá konkurence ČSSD, z níž byl Battěk roku 1990 vyloučen. Byl zvolen jedenadvacetičlenný koordinační výbor, v němž usedli čtyři zástupci exilových sociálních demokratů. Předsedou se stal Rudolf Battěk. Asociace sociálních demokratů ale nezískala výraznější vliv. Ve volbách v roce 1992 kandidovala v rámci v hnutí Demokraté 92 za společný stát, které ale získalo jen řádově desítky tisíc hlasů a nedosáhlo na parlamentní zastoupení. V roce 1992 Asociace sociálních demokratů odmítala rozdělení Československa.